# Anton Francesco Gori
Anton Francesco Gori, né le 9 novembre 1691 à Florence et mort le 20 janvier 1757 , est un prêtre et un érudit italien, spécialiste des Étrusques. Élève d'Antonio Maria Salvini, Anton Francesco Gori est considéré comme l'un des hommes les plus savants de son temps. Il a donné, entre autres ouvrages, un recueil des Inscriptions grecques de la Toscane (1726-1744, 3 v. in-f., lat.), Museum florentinum (1731-1743, 9 v. in-f.). Il a rendu de grands services à l’archéologie et à l’art.

## Biographie

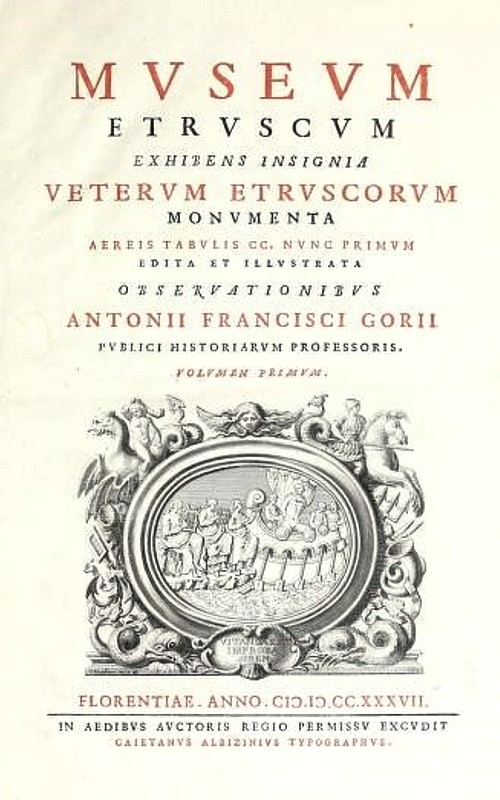
Anton Francesco Gori: Museum Etruscum. Florence 1737.

Anton Francesco Gori naquit à Florence le 9 novembre 1691. Ses parents reconnurent de bonne heure ses heureuses dispositions, et cherchèrent à les seconder. Comme il était destiné à l’état ecclésiastique, il se livra d’abord à la théologie. L’habitude de vivre avec plusieurs de ses proches, qui étaient peintres, lui donna du goût pour les arts. Il étudia la peinture ; mais les antiquités faisaient surtout ses délices. Il fut ordonné prêtre en 1717, et attaché en cette qualité au baptistère de Saint-Jean. Il prononça alors quelques sermons, et composa quelques traités théologiques qui n’ont point été publiés. La réputation de son savoir le fit choisir par le sénateur Ferrante Capponi, pour soigner l’éducation de ses fils. Le jeune Gori passait dans les bibliothèques tout le temps qu’il pouvait dérober à ces occupations. Antonio Maria Salvini distingua les talents de Gori ; et les conseils de ce grand littérateur lui furent très utiles pour la direction de ses études. Il exerça d’abord son esprit par la traduction de différents traités d’Aristophane, d’Isocrate, de Lucien et de Longin. Gori fit paraître celle du Traité du Sublime, de ce dernier auteur, 1733, 1734 et 1737 ; et il publia, en 1738, la traduction italienne du Traité de l’élocution, de Démétrios de Phalère, par Marcello Adriani ; et en 1754, celle des Idylles de Théocrite, par Salvini. Filippo Buonarroti dirigea Gori dans l’étude des monuments et l’art de les interpréter ; il le fit connaître de Maffei, de Fontanini, de Bianchi, de Vettori et d’Andreini, qui avaient commencé à éclaircir les antiquités de Florence et de la Toscane. La réputation qu’ils s’étaient acquise, excita l’émulation de Gori, et il se livra avec une constance incroyable à ce genre de travail. Il débuta par un Recueil des inscriptions antiques qui existaient alors dans l’ancienne Étrurie ; et il en fit paraître successivement en 1726, 1734 et 1744, trois volumes in-folio, avec des notes de Salvini. Cet ouvrage est accompagné d’un grand nombre de planches, représentant les figures et les bas-reliefs qui étaient accompagnés d’inscriptions. Gori ne borna pas ses recherches aux monuments de son pays. On avait découvert, à Rome, un columbarium, ou tombeau des affranchis et des esclaves de la maison de Livie. Il en fit paraître aussi, en 1726, in-folio, la description, également accompagnée de notes de Salvini. Et comme il aimait les arts et qu’il les connaissait, il donna, en 1728, une Description de la chapelle de S. Antonin, en un vol. in-folio. Le Recueil des inscriptions de la Toscane avait obtenu les suffrages des savants ; mais ce grand ouvrage ne convenait qu’à eux. Le duc Jean-Gaston, qui avait nommé Gori professeur d’histoire, le choisit, après la mort de Giovan Battista Casotti, pour publier les chefs-d’œuvre du Musée de Florence, et en donner l’explication. Ce grand et magnifique ouvrage, dont il parut depuis 1731 jusqu’en 1743 six vol. in-folio, fixa sur lui l’attention des étrangers. Les travaux qu’exigeait une pareille entreprise, n’empêchèrent pas Gori de donner encore, en 1731, l’édition des Inscriptions recueillies par Doni, 1731, in-folio. Il mit aussi en ordre l’ouvrage que ce savant avait composé sur la musique et les instruments des anciens, sous le titre de Lyra Barberina, parce qu’une lyre de la collection des Barberini en avait inspiré l’idée. Gori, qui avait joint l’étude de la musique à celle des arts du dessin, possédait toutes les connaissances nécessaires pour ne pas dénaturer les pensées de Doni. Cet ouvrage n’a paru qu’après la mort de Gori. Pendant que ce savant publiait la Description de l’arc élevé par les Anglais, à Livourne, pour l’entrée de l’Infant Don Carlos en 1731 (1732, in-folio) et une édition du Traité des mois des Egyptiens, par Averani, avec des notes de Noris (Florence, 1734, in-4°), il méditait encore une grande collection relative aux antiquités de son pays, le Musée étrusque, dont il avait fait paraitre le prodrome en 1735, et qu’il donna de 1737 à 1743, 3 vol. in-fol. Cet ouvrage lui suscita de vives contestations, principalement avec Maffei. L’alphabet étrusque, et les inscriptions tracées avec ses caractères, en furent surtout le sujet. Il faut avouer que cette contestation attira l’attention sur ce genre de monuments ; mais il était réservé à Lanzi d’en donner des explications qui pussent contenter les bons esprits. Gori se délassait en publiant les poésies de quelques auteurs florentins, telles que les Sonnets et les Chansons de Casareggio, 1740, in-8° ; sa traduction du poème de Sannazaro, De Partu virginis, 1740, in-4° et in-8 ; les Satires de Soldani, 1743, in-8. Assemani était mort sans avoir pu imprimer son savant Catalogue des manuscrits orientaux de la Bibliothèque Laurentienne. Gori en procura l’édition en 1743, et l’accompagna de quatre Index. Il a aussi publié, après la mort d’Havercamp, le troisième volume du Trésor des médailles, de Morell, en y ajoutant les figures de la Colonne Trajane, accompagnées d’une explication. Non content de mettre au jour ses propres découvertes, Gori cherchait également à faire jouir le public de celles des autres ; ce fut ce qui l’engagea à faire paraître, en 1748, à Florence et à Rome, sous le titre de Symbolæ litterariæ, un recueil de dissertations intéressantes sur toutes sortes de sujets de littérature et d’antiquité. Gori avait rassemblé les dessins d’un grand nombre de pierres gravées astrifères, c’est-à-dire, où l’on voyait des signes des constellations. Il les publia avec des observations de Giovan Battista Passeri, en 1750, sous le titre de Thesaurus gemmarum astriferarum. Il avait fait imprimer aussi la lettre du même Passeri, sur le fameux diptyque du cardinal Querini. Il s’occupait d’une collection de monuments de cette espèce, et il en avait donné le prospectus en 1754 : cependant cet immense et important recueil n’a paru qu’après sa mort en 1779, en trois volumes in-folio, avec des notes et des additions de Passeri. Le premier volume de la Toscane illustrée, qui contient un grand nombre de chartes et de monuments, qu’il a fait paraître en 1755, a été le dernier ouvrage qu’il ait publié lui-même. Il en méditait encore un grand nombre d’autres, dont il a donné la liste en 1749 ; il voulait former un Recueil de toutes les lois gravées sur le bronze, rédiger le Catalogue des manuscrits de la bibliothèque de Sainte-Croix, qui a passé depuis à la Bibliothèque Laurentienne ; faire un Lexique lapidaire, pour l’intelligence des inscriptions. On regrette surtout qu’il n’ait pas pu donner le second volume de la Vie de Michel-Ange, par Condivi, qu’il avait fait paraître en 1746, avec des notes intéressantes, et le second volume de sa Toscane illustrée. On ne peut dissimuler que Gori a souvent manqué de critique ; mais on doit rendre justice à sa prodigieuse activité, et reconnaître les immenses services qu’il a rendus aux lettres, aux arts et aux antiquités. Aussi doit-il être regardé comme un homme extraordinaire. Son nom était considéré chez toutes les nations : il n'y avait point de voyageur qui ne voulût le voir ; point de savant qui ne lui adressât ses ouvrages. Les siens sont toujours consultés et cités. Il était de presque toutes les académies de l’Europe. La Società Colombaria de Florence était celle qu’il affectionnait le plus ; elle semblait ne rien faire que par ses avis, et il a composé le discours préliminaire du premier volume de ses mémoires. Les qualités morales de Gori augmentaient le respect qu’on devait à ses talents ; et son amabilité embellissait son savoir. Il joignait à la plus grande pureté de mœurs toutes les vertus qu’exigeait son état. Prêtre religieux, parent libéral, ami fidèle, protecteur zélé des jeunes gens qui annonçaient du mérite, Gori sut encore réunir les dons qui rendent aimable dans la société. Il recevait avec la plus grande affabilité les visites de ceux qui venaient le consulter, montrait aux amateurs et aux étrangers le curieux musée qu’il avait formé.

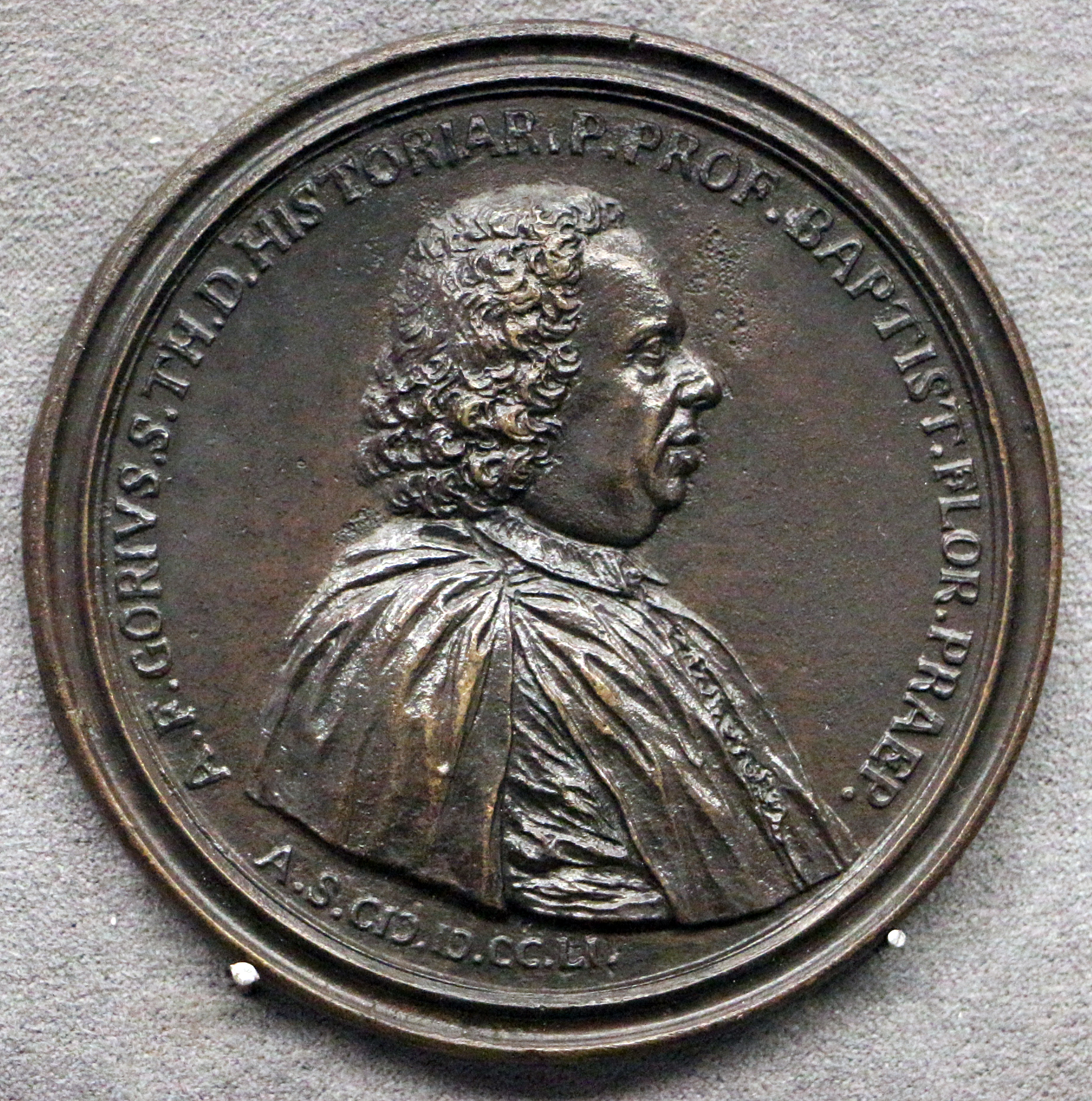
Portrait de Anton Francesco Gori par Antonio Selvi, médaille bronze

La nouvelle de sa mort, qui eut lieu le 20 janvier 1757, répandue par les journaux, fut un sujet de regrets dans toute l’Europe savante. Il fut inhumé à Florence, dans l’église Saint-Marc, où l’on a placé son buste avec une inscription. Giulianelli en a composé une plus étendue, qu’on lit dans les Nouvelles de Florence, de février 1757. On trouve aussi, dans ce journal, au 3 de juin de la même année, un catalogue chronologique des ouvrages de Gori. L’oraison funèbre prononcée dans une séance de l’académie du bon goût à Palerme, par Domenico Schiavo, ne parle que de l’utilité qu’on peut tirer des ouvrages de Gori, pour l’explication des monuments de la Sicile. L’éloge qui lui a été consacré par Giuseppe Pelli, dans le Recueil des illustres Toscans, t. IV, accompagné de son portrait, offre peu de détails. Aucun hommage n’a manqué à la mémoire de Gori : ses concitoyens lui ont consacré une médaille, gravée par Antonio Selvi ; elle est figurée dans le Trésor de Mazzuchelli, t. II, pl. 94. On y voit d’un côté le buste de Gori, et de l’autre l’Etrurie assise auprès du temple de la Gloire ; Pallas lui présente un cercle, signe de l’immortalité, et ou lit au-dessus : « Sic Fortis Etruria crevit ».

## Publications

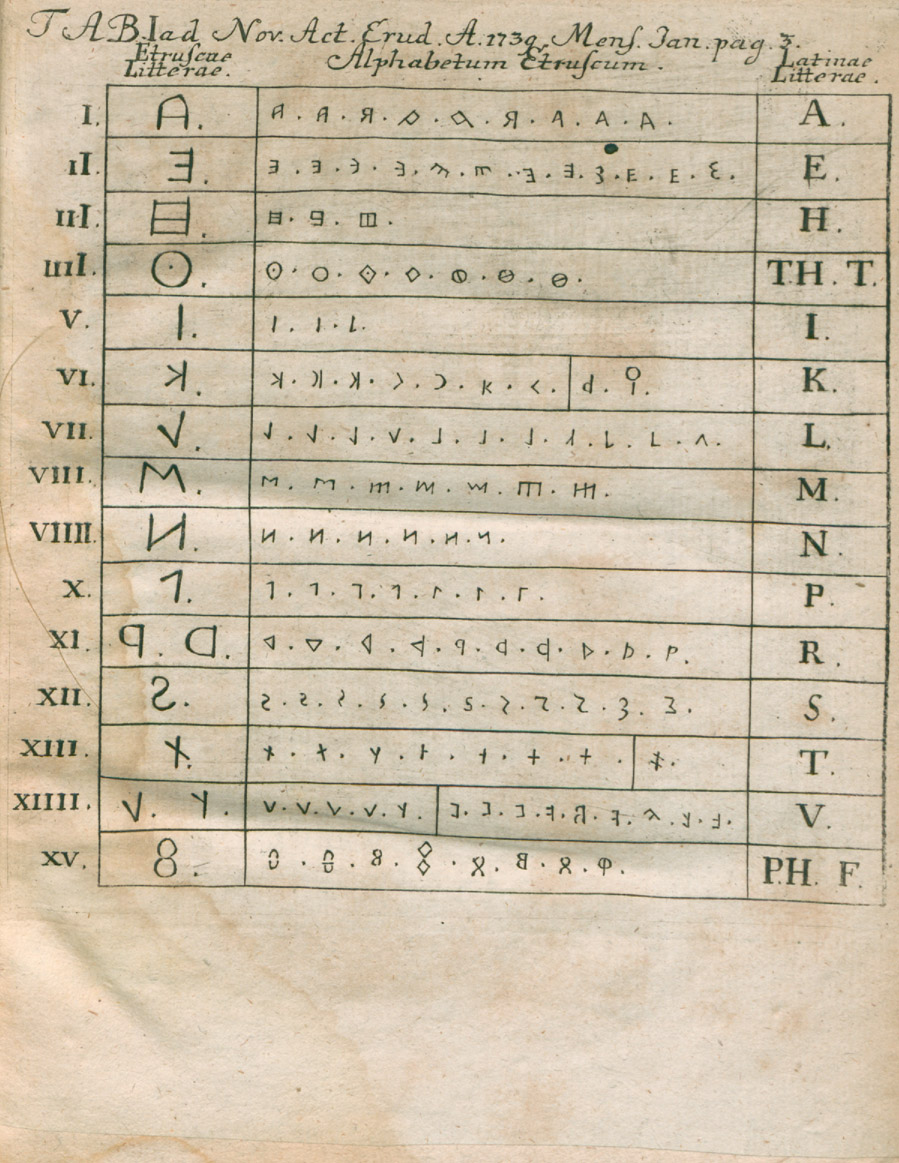
Illustration à la critique du Museum etruscum publiée sur les Acta Eruditorum, 1739

- Descrizione della Cappella di S. Antonio arcivescovo di Firenze (1728) ;
- Museum Florentinum (12 vol., 1731-1762) ;
- Dionysio Longino Dello stile sublime volgarizzato dal Sig. Ab. Anton Francesco Gori Publ. Prof. in Firenze, Verone, Apud Joannem Albertum Tumermanum, 1733 (lire en ligne) ;
- Museum Etruscum (3 vol., 1736-1743) ;
- Vita di Michelagnolo Buonarroti pittore, scultore architetto e gentiluomo fiorentino (1746) ;
- Notizie del memorabile scoprimento dell'antica città di Ercolano vicina a Napoli (1748) ;
- Thesaurus gemmarum antiquarium astriferarum (1750 en collaboration avec Passeri) ;
- Prodomo della Toscana illustrata (1755) ;
- Monumenta sacrae vetustatis insigna baptisteri Florentini (1756) ;
- Thesaurus veterum diptychorum (3 vol., 1759).

## Sources
- « Anton Francesco Gori », dans Louis-Gabriel Michaud, Biographie universelle ancienne et moderne : histoire par ordre alphabétique de la vie publique et privée de tous les hommes avec la collaboration de plus de 300 savants et littérateurs français ou étrangers, 2e édition, 1843-1865 [détail de l’édition]
- Marie-Nicolas Bouillet  et Alexis Chassang (dir.), « Anton Francesco Gori » dans Dictionnaire universel d’histoire et de géographie, 1878 (lire sur Wikisource)